# Jurassic Park (film)
Jurassic Park è un film del 1993 diretto da Steven Spielberg.
La pellicola è l'adattamento cinematografico dell'omonimo romanzo scritto da Michael Crichton, Spielberg acquistò i diritti del libro ancor prima che questo venisse pubblicato nel 1990 e Crichton venne assunto per scrivere la sceneggiatura. David Koepp ultimò la sceneggiatura finale, nella quale vennero persi molti tratti di violenza contenuti nel libro e molta della parte narrativa, apportando altresì numerose modifiche anche ai personaggi. Spielberg si affidò agli Stan Winston Studios per la creazione dei soggetti animatronici che avrebbero portato sullo schermo i dinosauri destinati a interagire con la nascente tecnica della computer-generated imagery della Industrial Light & Magic. Se Tron (1982) fu il primo film della Disney ad utilizzare l'allora neonata computer grafica, Jurassic Park è ritenuto il primo film ad alto budget ad aver fatto uso di CGI.
Il paleontologo Jack Horner aiutò gli autori e la squadra responsabile degli effetti speciali a rendere il più veritiero possibile ciò con cui stavano lavorando (nonostante ad oggi l'aspetto dei dinosauri risulti in parte sbagliato a causa dei successivi cambiamenti delle teorie dell'evoluzione, in particolar modo nel caso di Velociraptor e Dilophosaurus). Le riprese durarono dal 24 agosto al 30 novembre 1992 e si svolsero nelle isole hawaiiane di Kauai e Oahu, in California, in Costa Rica e nella Repubblica Dominicana.
Jurassic Park è stato presentato in anteprima il 9 giugno 1993 a Washington, ed è uscito l'11 giugno negli Stati Uniti. La pellicola ebbe un enorme successo di pubblico: a fronte di un budget di 63 milioni, incassò oltre 914 milioni di dollari in tutto il mondo alla sua prima distribuzione cinematografica, superando E.T. l'extra-terrestre dello stesso Spielberg e diventando così il film con il maggior incasso nella storia del cinema fino all'uscita di Titanic nel 1997. Esso ricevette il plauso universale della critica, con particolari elogi diretti agli effetti speciali, al design del suono, alle sequenze d'azione, alla colonna sonora di John Williams e alla regia di Spielberg. Risultò vincitore di numerosi premi, inclusi tre Premi Oscar (migliori effetti speciali, miglior sonoro e miglior montaggio sonoro).
Jurassic Park è il capostipite di un franchise di film e altri media, tra i quali sei sequel: Il mondo perduto - Jurassic Park (1997), Jurassic Park III (2001), Jurassic World (2015), Jurassic World - Il regno distrutto (2018), Jurassic World - Il dominio (2022) e Jurassic World - La rinascita (2025).
Nel 2018 il film è stato selezionato per la conservazione nel National Film Registry degli Stati Uniti dalla Biblioteca del Congresso come "culturalmente, storicamente o esteticamente significativo".

## Trama
1993. Su Isla Nublar, un'isola tropicale di proprietà della InGen situata a 120 miglia di distanza dalla Costa Rica, un operaio viene assalito e ucciso da una feroce creatura, custodita in una gabbia che la vittima stava spostando insieme ai colleghi per trasferirla in un recinto più grande. La famiglia dell'uomo fa causa al proprietario della InGen, John Hammond, un bizzarro miliardario con la passione per i dinosauri.
Pochi giorni più tardi, il paleontologo Alan Grant e la paleobotanica Ellie Sattler vengono quindi contattati da Hammond in persona, che li invita, in cambio di un aiuto economico per finanziare i loro scavi nel Montana, a visitare la sua isola per formulare una valutazione scientifica relativa alla realizzazione di un suo progetto, su cui però mantiene inizialmente il più assoluto riserbo. La coppia di scienziati, una volta accettato l'invito, giunge sul posto insieme all'avvocato Donald Gennaro, rappresentante legale degli investitori della InGen, e all'eccentrico Ian Malcolm, matematico texano specializzato nella teoria del caos. All'arrivo, il gruppo è scioccato nel vedere un Brachiosaurus vivo e scopre che Hammond ha creato sull'isola un parco a tema con varie specie di dinosauri clonati.

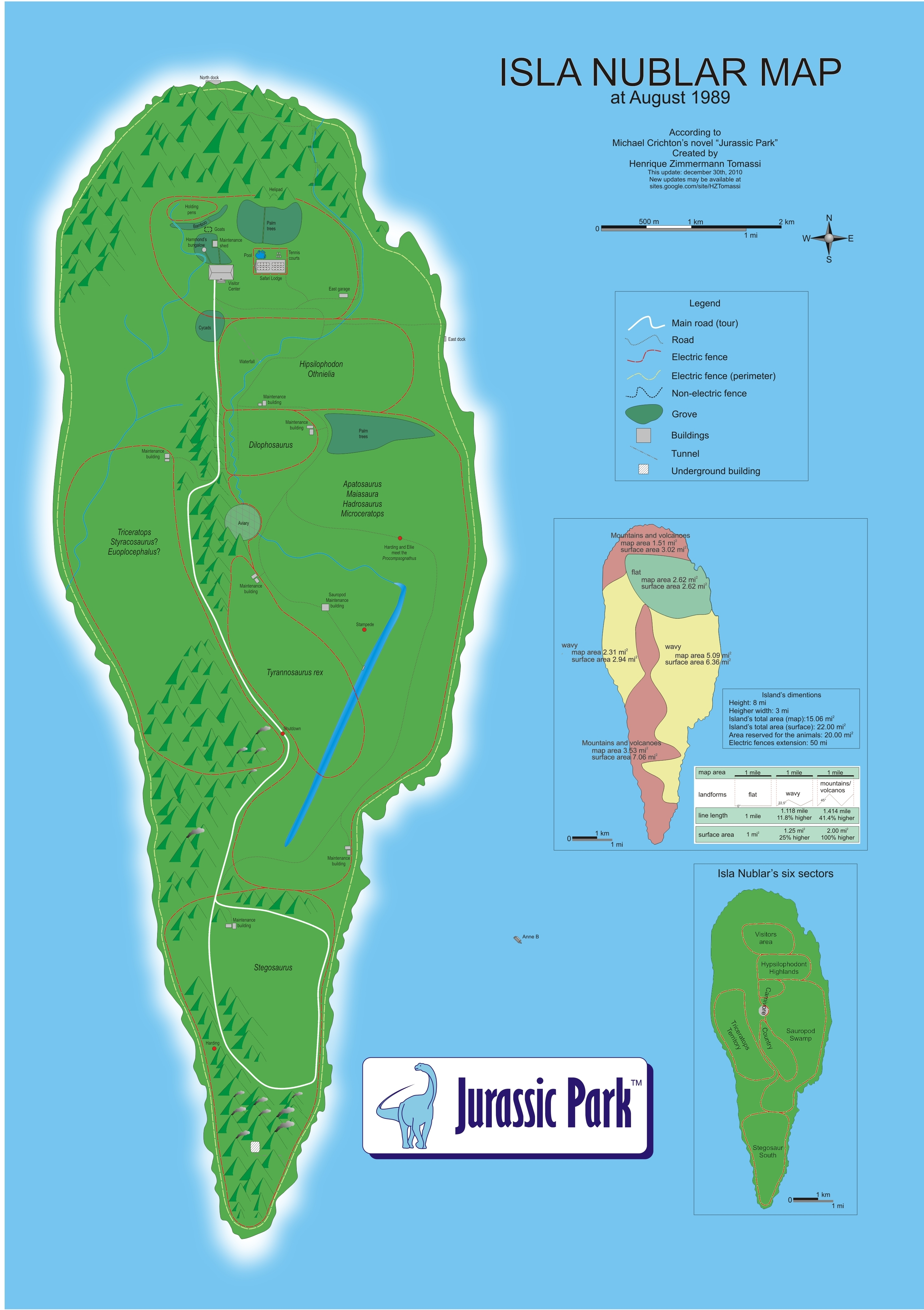
Mappa di Isla Nublar, isola immaginaria dove fu costruito il Jurassic Park

Al centro visitatori del parco, il gruppo apprende che, grazie all'opera del dottor Henry Wu, la clonazione è stata realizzata estraendo il DNA di dinosauro dalle zanzare preistoriche conservate nell'ambra fossile e colmando le lacune nel genoma dei dinosauri con del DNA di rospo. Per motivi di sicurezza, i dinosauri sono tenuti all'interno di 50 miglia di recinti elettrificati, sono stati realizzati tutti di sesso femminile (mediante la manipolazione diretta dei cromosomi) per impedirne la riproduzione incontrollata e sono tutti carenti di un particolare amminoacido, la lisina, la cui mancata assunzione causerebbe il coma e la morte dell'animale nell'arco di una settimana. Dopo aver assistito alla schiusa di un piccolo Velociraptor, gli scienziati ne visitano il recinto assistendo anche al loro pasto, cioè una mucca viva che viene calata nel recinto mediante una gru. Le creature che avevano attaccato e ucciso l'operaio qualche giorno prima erano i Velociraptor. Secondo il guardiacaccia del parco, Robert Muldoon, questi dinosauri hanno dimostrato fin dalla loro creazione non solo il celebre istinto predatorio, ma anche una profonda intelligenza, come Grant aveva sempre ipotizzato. In particolare, da quando è stata introdotta una Velociraptor dominante, che appena arrivata ha eliminato alcuni individui già presenti e ha preso il comando del branco, gli animali sono diventati ancora più aggressivi e inclini a tentare in modo metodico e sistematico la fuga dal recinto. Questo ha reso necessario elettrificare la recinzione con un sistema di alimentazione separato, rispetto al resto del parco, e utilizzare la gru per alimentarli per evitare che potessero attaccare gli inservienti.
Durante il pranzo, il gruppo si confronta con Hammond sull'etica della clonazione e sulla creazione del parco. Malcolm, quasi scandalizzato, critica duramente l'impresa: riportare in vita specie estinte da milioni di anni è stato fatto senza considerare le conseguenze scientifiche e sociali che inevitabilmente seguiranno. Inoltre, già durante la schiusa del piccolo di Velociraptor, aveva avvertito Hammond che, per come è concepito, il parco non potrà mai funzionare, perché "la vita vince sempre" e si ribella al controllo umano. Anche Alan ed Ellie, pur positivamente stupiti, nutrono seri dubbi sull’impatto ecologico: gli esperti di fossili conoscono poco i dinosauri, mentre gli operatori del parco, con le loro scelte, hanno dimostrato di saperne ancora meno; di conseguenza, se il parco è stato creato su queste basi, la sicurezza assicurata da Hammond risulta tutt’altro che certa.

I due nipotini di Hammond, Timothy "Tim" e Alexis "Lex" Murphy, raggiungono intanto il centro visitatori e si uniscono al gruppo; gli ospiti vengono quindi invitati ad un safari nel parco, nella speranza che assistere alle sue meraviglie li convinca ad avallare il progetto. Il tour non va però come previsto, con la maggior parte dei dinosauri che non compaiono ed una Triceratops rinvenuta malata, e viene infine interrotto da una tempesta tropicale: la maggior parte dei dipendenti del parco si imbarca per la terraferma, mentre i visitatori salgono a bordo dei veicoli elettrici per tornare al centro visitatori, tranne Sattler, che rimane con il veterinario del parco per studiare la Triceratops.

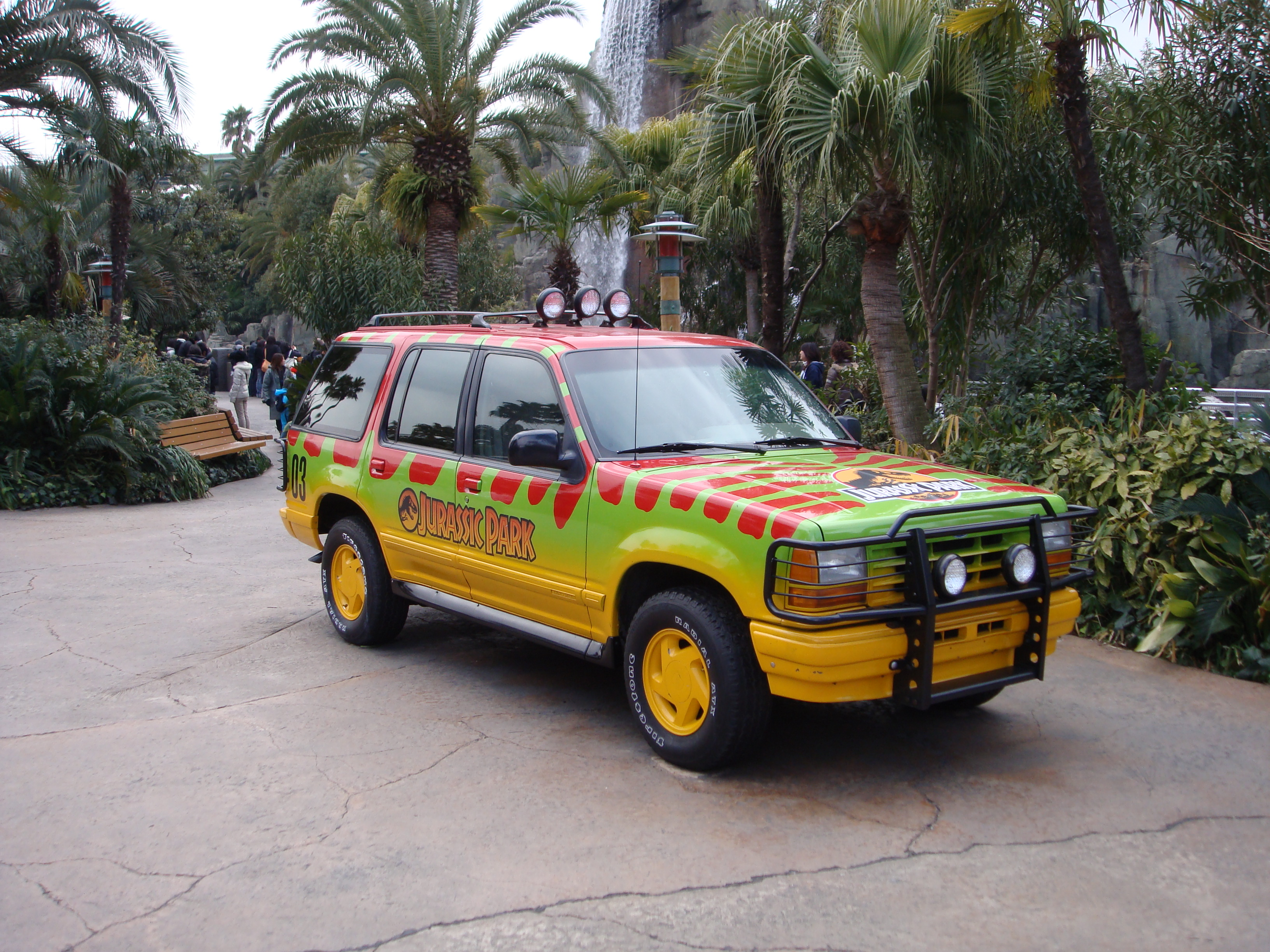
Una replica della Ford Explorer vista nel film

Nel frattempo il responsabile dei sistemi informatici di Isla Nublar, Dennis Nedry, che è stato corrotto per 1,5 milioni di dollari da Lewis Dodgson (capo di una compagnia genetica concorrente della InGen), ruba gli embrioni delle quindici specie di dinosauri presenti sull'isola. Disattiva quindi vari sistemi di sicurezza (porte e videosorveglianza) e sottrae gli embrioni nascondendoli all'interno di una finta bomboletta spray. Tale sabotaggio causa però anche lo spegnimento della maggior parte delle recinzioni elettriche del parco e interrompe la corrente ai veicoli del tour, bloccandoli proprio davanti al recinto del Tyrannosaurus rex. Di conseguenza, il gigantesco predatore divora una capra usata come esca per attirarlo, per poi fuoriuscire dalla recinzione, ormai senza corrente: ribalta il veicolo dei bambini, ferisce Malcolm e divora Gennaro, mentre Grant, Lex e Tim riescono a fuggire. Nel recarsi a consegnare gli embrioni al molo dell'isola, Nedry esce di strada con la sua Jeep Wrangler e, nonostante i goffi tentativi di rimettersi sulla carreggiata, viene ucciso da un giovane Dilophosaurus.
Ellie accompagna Robert Muldoon a cercare i sopravvissuti; trovano solo Malcolm ferito ma vengono sorpresi dal tirannosauro. I tre riescono a sfuggirgli per un soffio a bordo della jeep e rientrano al centro visitatori. Grant, Tim e Lex trascorrono la notte rifugiati sulla cima di un albero e incontrano un brachiosauro. Il giorno dopo, Grant e i due bambini si mettono in cammino e scoprono un nido pieno di uova schiuse, segno che i dinosauri si stanno riproducendo liberamente. Grant ipotizza che ciò sia avvenuto a causa del fatto che le lacune del loro genoma incompleto siano state colmate mediante il DNA di una specie di rospo africano, animale che può cambiare sesso quando si trova in branchi monosessuali. Ciò dimostra che Malcolm aveva ragione: la vita vince sempre. Anche Ellie, nel frattempo, fa capire ad Hammond come l'intera idea di un parco con i dinosauri fosse solo una grande illusione, perché per renderla reale sarebbe stato necessario un tale controllo che le recenti tragedie hanno dimostrato non essere mai esistito.
Non conoscendo la password di Nedry, Hammond convince l'ingegnere capo Ray Arnold a riavviare l'intero sistema informatico dopo averlo arrestato totalmente. L'idea ha successo, ma rende necessario recarsi nel vicino impianto con il generatore per riavviare manualmente la corrente; mentre Arnold si dirige al deposito dell'impianto, il gruppo chiude il centro visitatori del parco e si ritira nel rifugio di emergenza. Non vedendo più tornare Arnold, Ellie e Muldoon si dirigono al deposito, dove scoprono che l'arresto forzato ha disattivato anche il recinto dei tre Velociraptor e sospettano che Ray sia stato ucciso. Muldoon tiene d'occhio due raptor per dare modo a Ellie di accedere al deposito. Una volta dentro, la donna riesce a reinserire la corrente, prima di venire attaccata dal terzo raptor e scoprire il braccio mozzato di Arnold; tuttavia si salva, bloccando il predatore all'interno dell'edificio. Nel frattempo, Muldoon viene colto alla sprovvista e ucciso dagli altri due raptor.
Grant, Tim e Lex, dopo l'incontro con un branco di Gallimimus in fuga dal T-Rex, riescono infine a raggiungere il centro visitatori. Mentre Lex e Tim vengono lasciati soli all'interno, Alan si allontana per cercare Ellie, ritrovandola sana e salva. Nel frattempo due dei raptor raggiungono il centro visitatori: i bambini cercano la salvezza rifugiandosi in una cucina, inseguiti dai due predatori. Riescono a rinchiuderne uno nella cella frigorifera, poco prima di riunirsi a Grant e Sattler, che sono tornati. Il gruppo raggiunge la sala di controllo e Lex usa un computer per ripristinare le porte ed i sistemi operativi del parco, permettendo loro di chiamare Hammond, che contatta la terraferma. Mentre cercano di scappare dall'ingresso principale, vengono assaliti e messi alle strette dai due raptor restanti, ma la situazione si capovolge quando il T-Rex attacca a sorpresa i due raptor e li uccide, permettendo al gruppo di scappare. Una volta fuori dall'edificio, Hammond, Malcolm, Ellie, Alan e i bambini raggiungono in auto l'eliporto e si salvano imbarcandosi sull'elicottero per lasciare l'isola. Una volta in salvo, i sopravvissuti possono finalmente riposarsi sull'elicottero, mentre Grant, in un momento molto simbolico, osserverà uno stormo di uccelli, cioè gli ultimi autentici dinosauri ancora in vita dopo la grande estinzione, e sopravvissuti fino ai giorni nostri non grazie all'intervento umano, come sognava Hammond, ma grazie all'evoluzione naturale.

## Personaggi

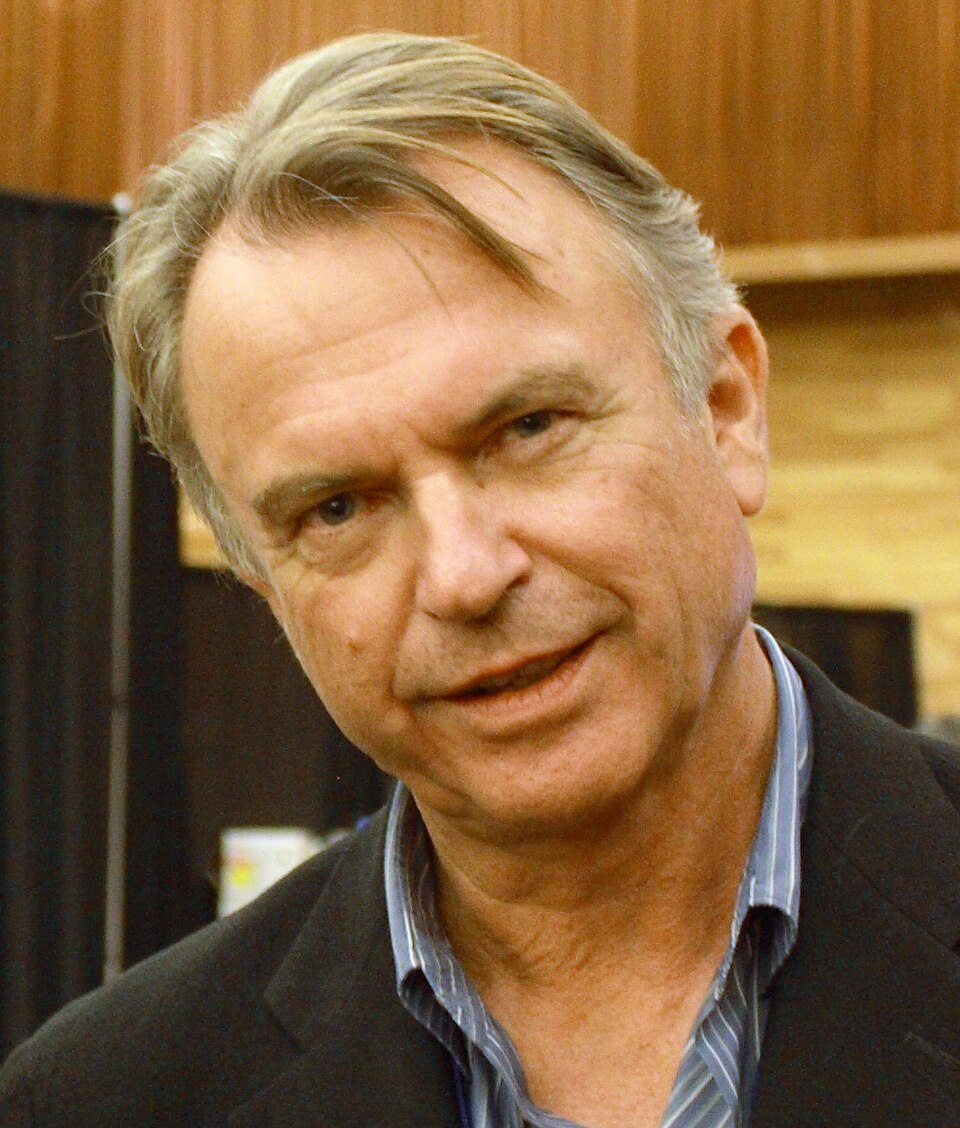
Sam Neill (Alan Grant)

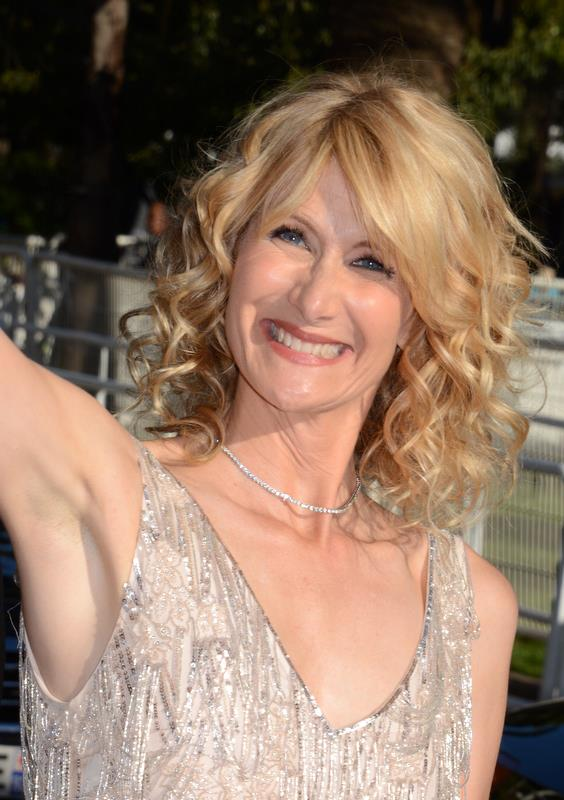
Laura Dern (Ellie Sattler)

- Alan Grant, interpretato da Sam Neill: un paleontologo impegnato nel ritrovamento di resti fossili di un Velociraptor in un calanco in Montana. Non gli piacciono i bambini e non perde l'occasione per spaventarli con un artiglio di raptor ma suo malgrado si ritroverà a proteggere i nipoti di Hammond.[6]
- Ellie Sattler, interpretata da Laura Dern: una paleobotanica nonché studentessa laureata del dottor Grant. Anche Dern incontrò Horner e visitò il Natural History Museum of Los Angeles County imparando a lavorare con i fossili.[6]
- Ian Malcolm, interpretato da Jeff Goldblum: un matematico esperto della teoria del caos. Fin dal suo arrivo al parco si manifesta contro la creazione dei dinosauri e diventa il principale oppositore di Hammond. Inoltre ha un debole per la dottoressa Sattler. Goldblum fu scelto subito da Spielberg ed è inoltre un grande fan dei dinosauri.[7] Per prepararsi al meglio per il ruolo Goldblum si incontrò con James Gleick e Ivar Ekeland per parlare della teoria del caos.[6][8]

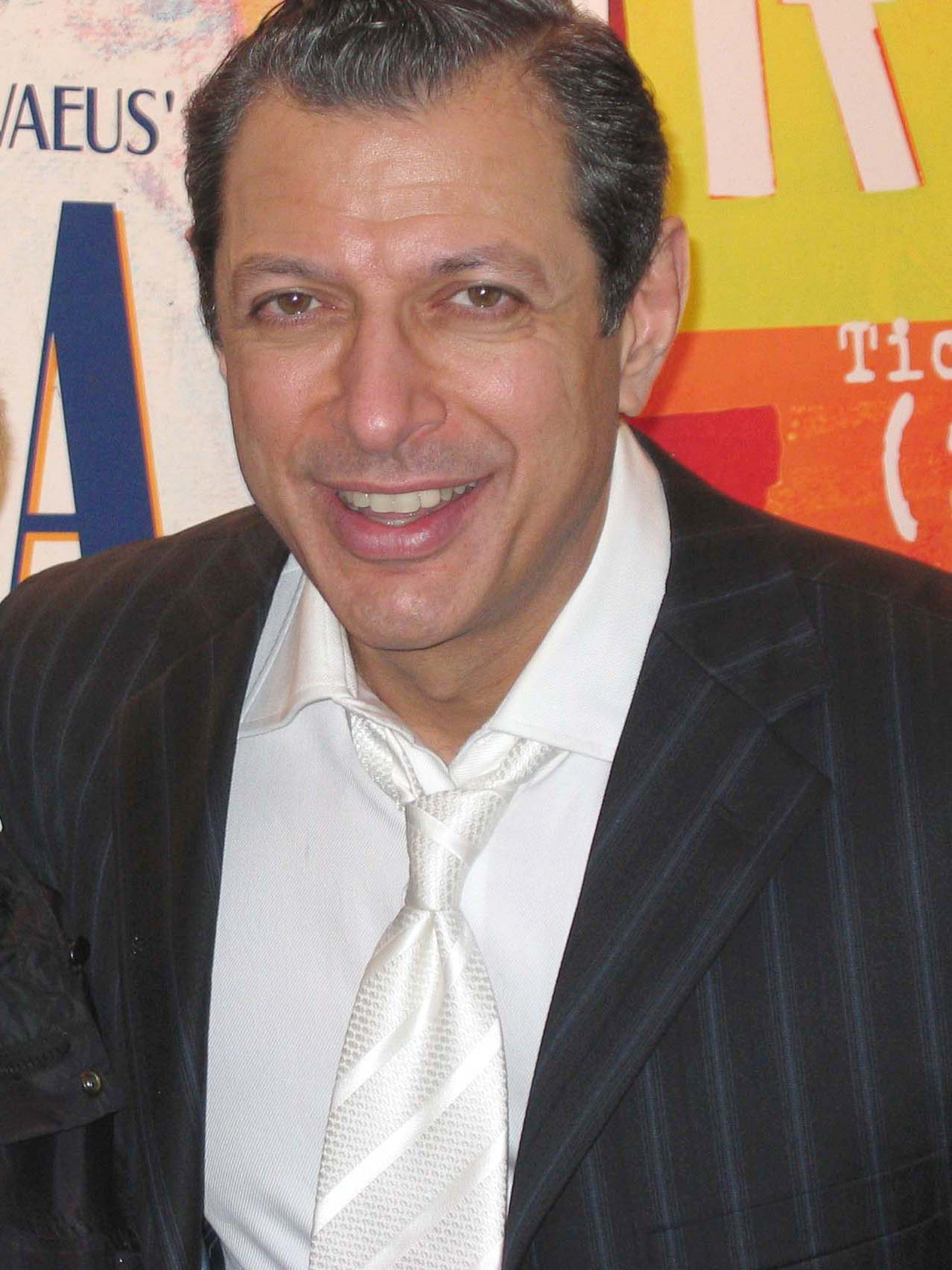
Jeff Goldblum (Ian Malcolm)

- John Hammond, interpretato da Richard Attenborough: direttore generale della InGen nonché creatore del Jurassic Park. Crede, come il suo avvocato Gennaro e come il capo-informatico Arnold, che Isla Nublar possa fruttare denaro, cambiando idea alla fine del film. Jurassic Park fu il ritorno al cinema per l'attore non più sugli schermi dal 1979 quando interpretò The Human Factor.[6][9]
- Alexis "Lex" Murphy, interpretata da Ariana Richards: nipote di Hammond, una vegetariana e un hacker autodidatta.[6]
- Timothy "Tim" Murphy, interpretato da Joseph Mazzello: fratello minore di Lex appassionato di dinosauri. Ha letto tutti i numerosi libri di Grant.[6]
- Robert Muldoon, interpretato da Bob Peck: il capo della sicurezza del parco. È preoccupato dell'intelligenza dei raptor e vorrebbe ucciderli tutti e distruggere Isla Nublar. Viene ucciso da alcuni Velociraptor, dopo un combattimento all'ultimo sangue.[6]Samuel L. Jackson (Ray Arnold)

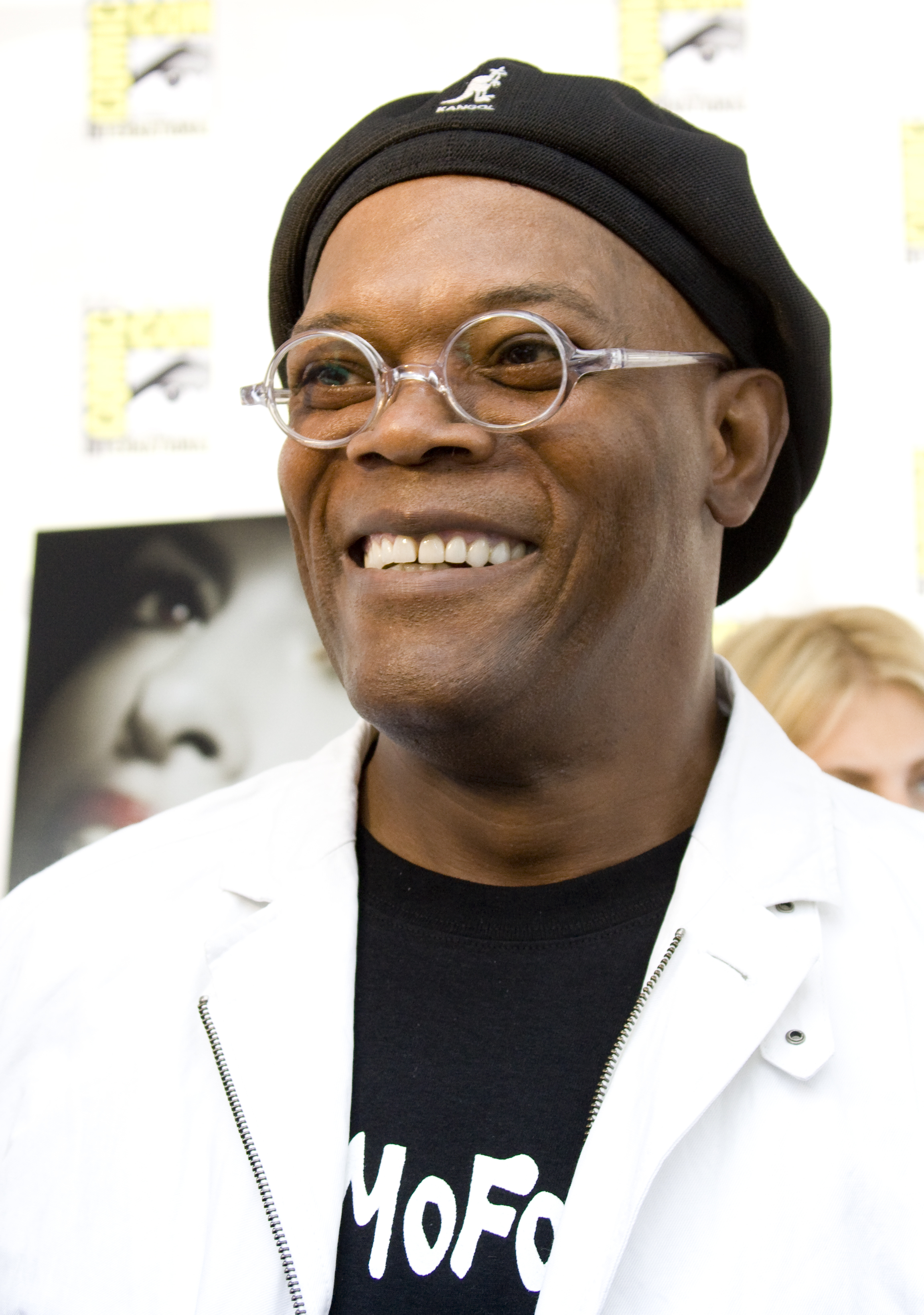
Samuel L. Jackson (Ray Arnold)

- Ray Arnold, interpretato da Samuel L. Jackson: il capo ingegnere del parco. Crede, come Hammond e Gennaro, che Isla Nublar possa fruttare denaro. Disattiverà la corrente al parco per riattivare tutti i sistemi, liberando i Velociraptor. Muore, ucciso da uno di questi, quando disattiva la corrente del parco.[6]

- Dennis Nedry, interpretato da Wayne Knight: il creatore dei sistemi informatici del Jurassic Park. Viene corrotto da un pezzo grosso della rivale Biosyn, l'agente Lewis Dodgson, per 1,5 milioni di dollari per rubare alcuni embrioni di dinosauri. Dopo aver disattivato tutti i recinti e aver rubato gli embrioni, scappa a bordo di un fuoristrada e, seppur vittima di un incidente stradale, causato da una tempesta tropicale scatenatasi sul parco, da cui ne esce indenne, viene poi ucciso da un cucciolo di Dilophosaurus.[6]
- Donald Gennaro, interpretato da Martin Ferrero: un avvocato che rappresenta gli investitori del parco. Crede, come Hammond e Arnold, che Isla Nublar possa fruttare denaro. Muore divorato da un Tyrannosaurus rex.[6]
- Henry Wu, interpretato da BD Wong: il capo dei biologi genetici del parco, responsabile della creazione di dinosauri solo di sesso femminile e della carenza di lisina. Lascia l'isola a causa della tempesta.[6]
- Gerald R. Molen, produttore della pellicola, appare in un cameo nei panni di Gerry Harding, il veterinario del parco, mentre si prende cura della Triceratops.[6]
- Lewis Dodgson, interpretato da Cameron Thor: la mente dell'associazione rivale della InGen, la Biosyn citata solo nel libro. Nel film appare solamente quando consegna a Nedry, prima della sua partenza verso il Jurassic Park, una bomboletta in grado di contenere all'interno dell'involucro gli embrioni rubati, mascherata da crema da barba.[6]
- Juanito Rostagno, interpretato da Miguel Sandoval: il proprietario della miniera in Repubblica Dominicana, da cui Hammond prende le zanzare fossilizzate.[6]

Dean Cundey, il montatore del film, appare in un cameo nei panni del lavoratore al pontile che parla con Nedry tramite videocamera al pc. Richard Kiley interpreta sé stesso; sua è la voce che guida i turisti sulle auto del parco.

## Produzione

### Sviluppo

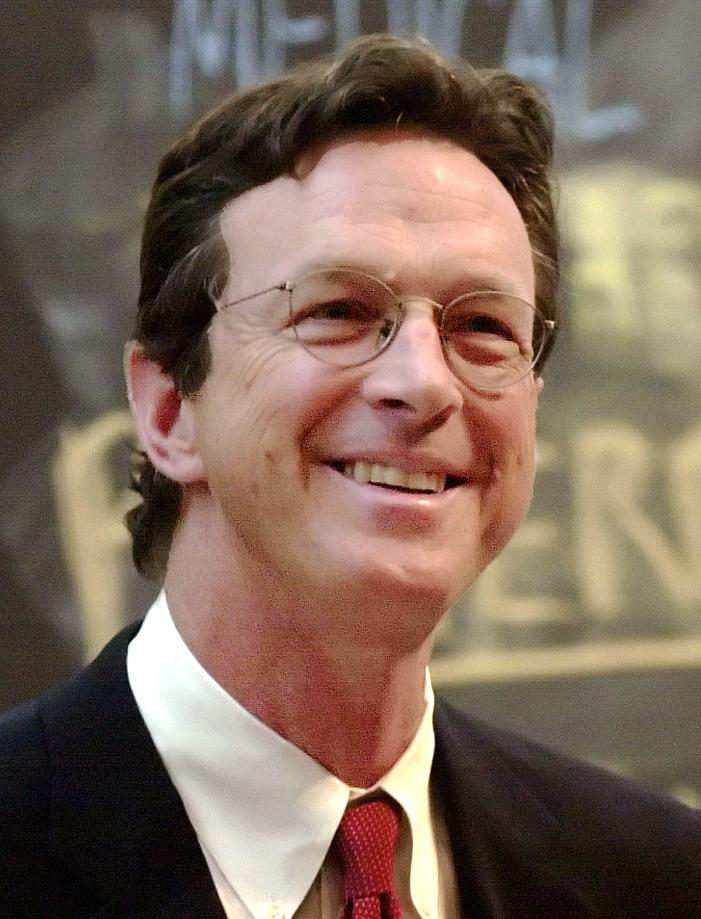
Michael Crichton, scrittore del romanzo originale e co-sceneggiatore del film

Michael Crichton pensò inizialmente di scrivere una sceneggiatura basata sulla storia di uno studente universitario che riesce a ricreare dei dinosauri. Abbandonata questa idea continuò a pensare di unire il fascino che provava verso i dinosauri assieme alla clonazione e fu così che iniziò a scrivere il libro Jurassic Park. Spielberg sentì parlare per la prima volta del libro nell'ottobre 1989 mentre lui e lo stesso Crichton stavano parlando della sceneggiatura che sarebbe poi diventata la serie televisiva E.R. - Medici in prima linea. Prima che il libro venisse pubblicato Crichton chiese alle case produttrici cinematografiche un compenso non negoziabile pari a 1,5 milioni di dollari assieme a una sostanziale percentuale sugli incassi del film. Tra le case di produzione che puntarono a ottenere i diritti del libro vi furono la Warner Bros., con Tim Burton alla regia, la Columbia Pictures, che avrebbe preferito Richard Donner, e la Fox che avrebbe optato per Joe Dante: si aggiudicò i diritti la Universal assieme a Steven Spielberg. La Universal diede a Crichton ulteriori 500 mila dollari per realizzare un primo adattamento del romanzo, dando così a Spielberg il tempo necessario per terminare le riprese di Hook - Capitan Uncino.
Crichton disse che a causa della "moderata lunghezza" del libro il suo script avrebbe avuto solo il 10-20 % del contenuto originario mentre altre sequenze sarebbero state eliminate per motivi legati al budget e ragioni pratiche. Completato Hook - Capitan Uncino Spielberg desiderava realizzare Schindler's List - La lista di Schindler. Sid Sheinberg, presidente della Music Corporation of America, diede via libera al progetto del regista a una sola condizione: Spielberg avrebbe dovuto prima realizzare Jurassic Park. A tal proposito lo stesso Spielberg dichiarerà in futuro: "Egli sapeva che una volta che avessi diretto Schindler non sarei più stato in grado di girare Jurassic Park." All'epoca la MCA era la proprietaria dell'Universal Pictures. Spielberg assunse Stan Winston per creare gli animatroni dei dinosauri, Phil Tippett per progettare dinosauri in go-motion per le riprese a campo lungo, Michael Lantieri come supervisore agli effetti speciali sul set e Dennis Muren per la realizzazione digitale.
Il paleontologo Jack Horner supervisionò la rappresentazione delle creature così da rendere possibile il desiderio di Spielberg di portare sullo schermo animali anziché mostri. Horner fece eliminare dai raptor la lingua agitata presente nei primi progetti di Tippett, spiegando che "i dinosauri non avrebbero avuto modo di farlo!". Seguendo questo consiglio Spielberg insistette affinché Tippett rimuovesse la lingua. Il dipartimento di Winston creò modelli molto dettagliati dei dinosauri prima di passare alla lavorazione delle pelli in lattice, applicate in seguito su robot complessi. Tippett creò delle animazioni in stop-motion delle scene principali ma, nonostante la go-motion simuli solamente l'animazione effettiva, Spielberg ritenne il risultato insoddisfacente per lavorare in un film in live action. Gli animatori Mark Dippe e Steve Williams vennero incaricati di creare al computer un sistema per fare camminare lo scheletro del t-rex e il loro lavoro venne approvato così da farlo proseguire per migliorarlo. Quando Spielberg e Tippett videro l'animazione di una scena nella quale un t-rex insegue una mandria di Gallimimus Spielberg disse: "Direi che siamo disoccupati", e Tippet rispose: "Non è meglio dire estinti?" Spielberg più avanti aggiungerà alla sceneggiatura sia l'animazione vista sia il dialogo tra lui e Tippet.

### Sceneggiatura

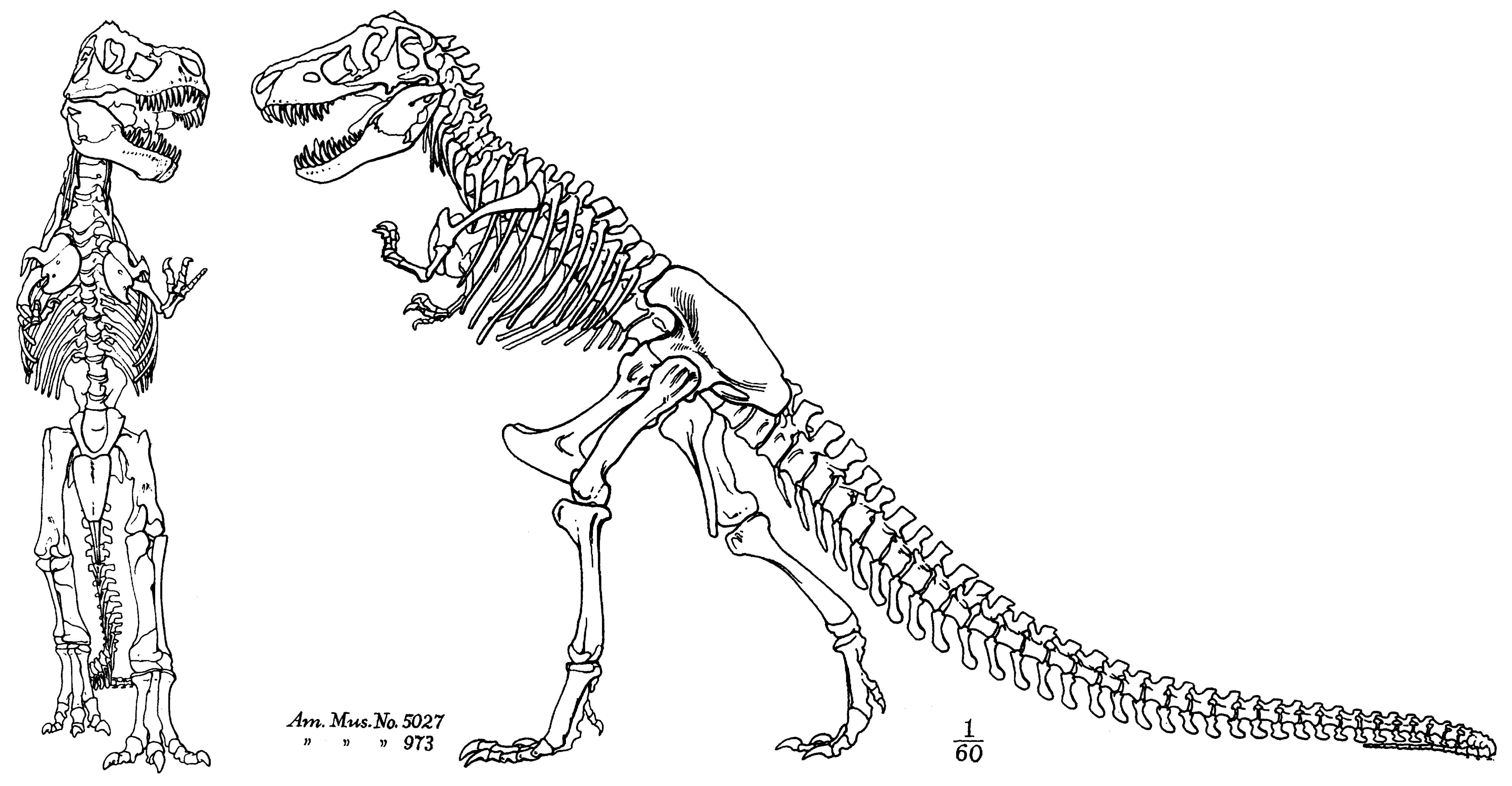
Diagramma scheletrico del Tyrannosaurus del 1917, divenuto la base per la copertina del romanzo originale e del logo dei film

Malia Scotch Marmo iniziò una revisione dello script nell'ottobre 1991 per un periodo di cinque mesi, fondendo il personaggio di Ian Malcolm con Alan Grant. Lo sceneggiatore David Koepp venne assunto tempo dopo, iniziando a lavorare sulla bozza di sceneggiatura già rivista dalla Marmo, inserendo tra le altre cose l'idea di Spielberg di un cartone animato mostrato ai visitatori così da integrare moltissimi particolari che caratterizzano il romanzo di Crichton. Sempre Spielberg propose di tagliare una sottoparte dove dei Procompsognathus fuggono dal parco e attaccano un bambino, giudicandola troppo dal carattere horror. Questa sottotrama sarà poi riproposta come prologo del seguito del film, Il mondo perduto - Jurassic Park (1997). Il personaggio di Hammond venne trasformato da uomo d'affari senza scrupoli a nonno simpatico e gentile. I personaggi di Tim e Lex furono inoltre scambiati; nel libro Tim ha 11 anni e s'interessa di computer mentre Lex ne ha 7 o 8 e pratica sport. Spielberg prese questa decisione in quanto voleva lavorare con il giovane Joseph Mazzello. Koepp cambiò inoltre la relazione di Grant nei confronti dei ragazzi rendendolo ostile all'inizio, permettendo così un miglior sviluppo del personaggio. Koepp dovette tagliare inoltre diverse sequenze dal libro per ragioni legate al budget come quella in cui il T-rex insegue Grant e i ragazzi sul fiume prima di essere sedato da Muldoon.

### Riprese

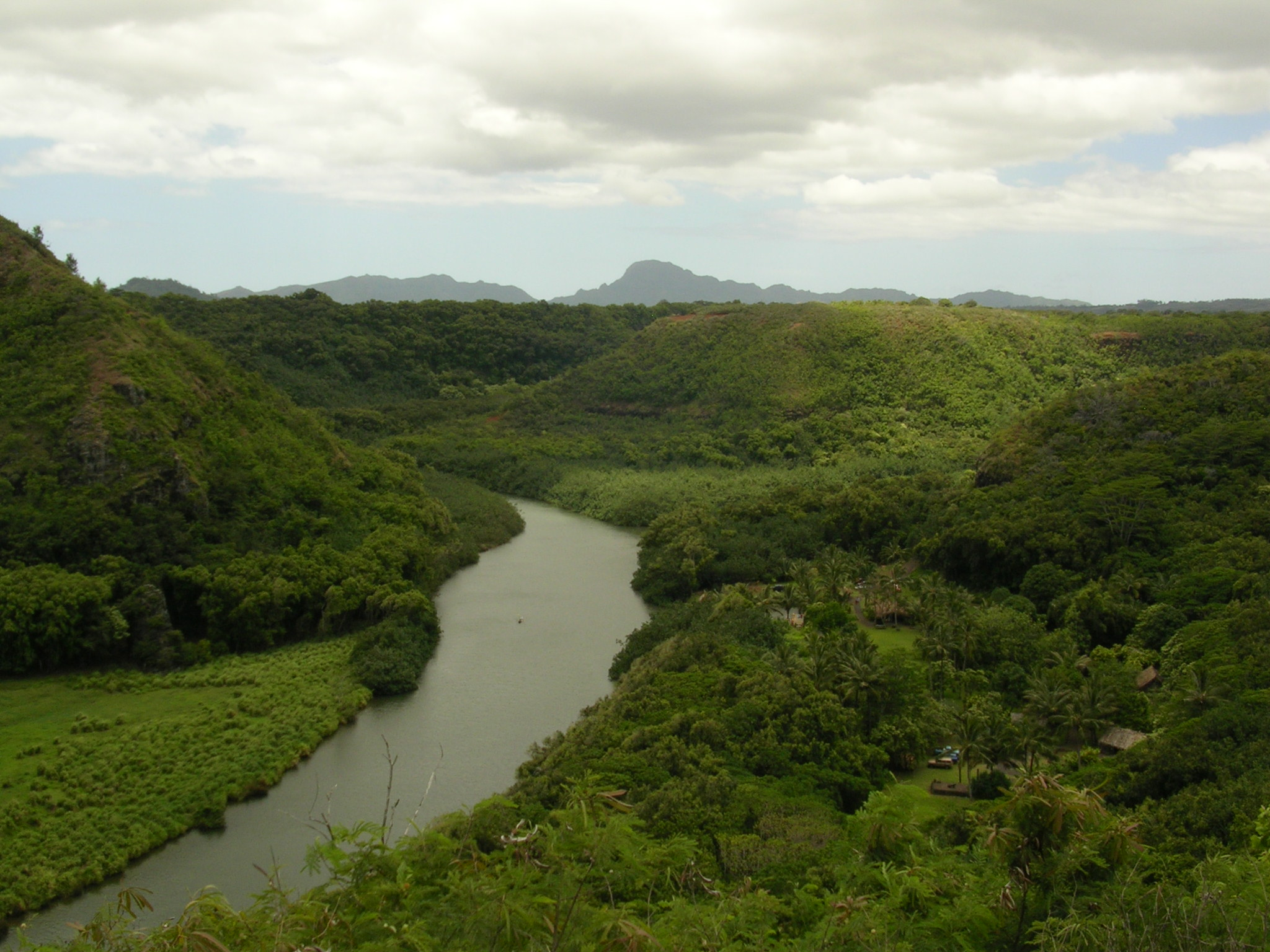
Panoramica del fiume Wailua, Kauaʻi, Hawaii, isola dove iniziarono le riprese del film nel 1992

Dopo due anni e un mese di pre produzione le riprese iniziarono il 24 agosto 1992 sull'isola hawaiiana di Kauai. Le tre settimane di riprese compresero diversi giorni in esterni. L'11 settembre l'uragano Iniki passò a Kauai, causando alla produzione la perdita di un giorno di riprese. Le riprese dell'inseguimento dei Gallimimus si spostarono da Kualoa Ranch all'isola di Oahu. L'intera troupe ritornò negli Stati Uniti per girare allo Stage 24 della Universal la scena dei raptor nella cucina. Venne utilizzato anche lo Stage 23 per girare la scena in cui Ellie fa ripartire la corrente nel parco, per poi spostarsi al Red Rock Canyon per le scene degli scavi in Montana. Tutto il cast tornò agli Universal Studios per girare sia la scena in cui Grant salva Tim, utilizzando una gru alta 50 piedi con ruote idrauliche per realizzare la caduta della macchina, sia la scena dell'incontro con il brachiosaurus. Vennero poi girate le scene nel laboratorio del parco e nella sala di controllo prendendo in prestito delle animazioni dalla Silicon Graphics e dalla Apple.
La produzione si spostò allo Stage 16 dei Warner Bros. Studios per le riprese dell'attacco del T-Rex alle macchine. Vi furono non pochi problemi dovuti all'acqua a contatto con la gomma di cui era rivestito l'animatrone del dinosauro. Ritornati all'Universal la produzione filmò la scena con il Dilophosaurus nello Stage 27. Infine, nello Stage 12, le riprese terminarono con le scene climax dei raptor nella sala di controllo e nel centro visitatori. Spielberg ripropose il T-rex per il climax, cambiando così il finale originale nel quale Grant utilizza una piattaforma per trasportare i raptor all'interno delle fauci fossili di un Tirannosauro. Le riprese terminarono in anticipo di dodici giorni rispetto ai tempi stabiliti, il 30 novembre, e nel giro di pochi giorni il montatore Michael Kahn ebbe pronto una bozza di montaggio permettendo a Spielberg di procedere prima del previsto alle riprese di Schindler's List.

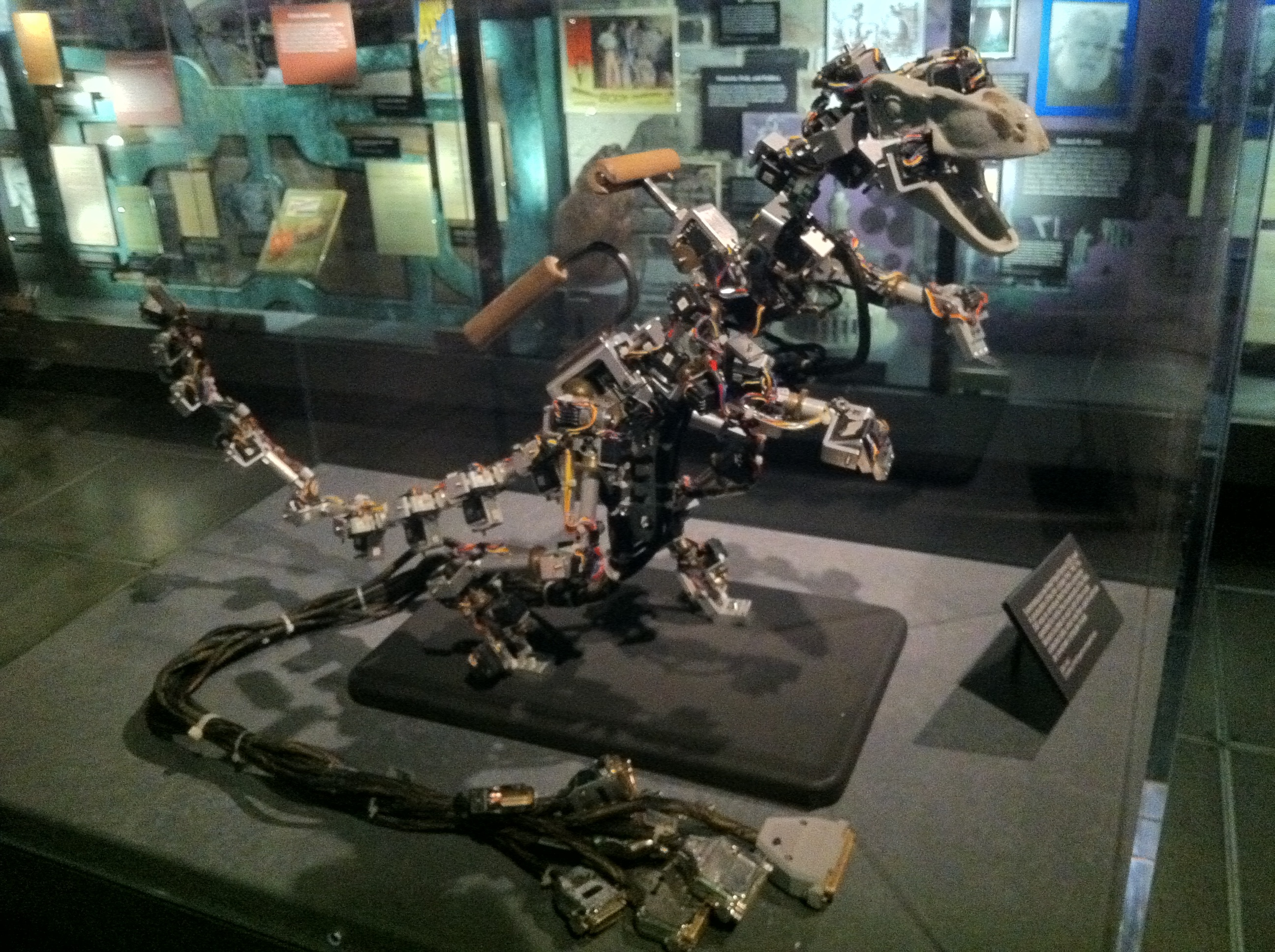
Dinosaur Input Device di un Raptor

Il lavoro dei responsabili degli effetti speciali continuò sul film con l'unità di Tippet al lavoro per migliorare le nuove tecnologie in merito al Dinosaur Input Devices: un modello in grado di ricevere informazioni per permettere ai responsabili di animare i personaggi nel modo tradizionale. In aggiunta lavorarono anche sulle scene con i raptor e i gallimimus. Oltre ai dinosauri la ILM creò elementi come spruzzi d'acqua o addirittura cambiò i connotati del volto alla stunt di Ariana Richard. Inserire i dinosauri in riprese dal vivo comportò un lavoro di circa un'ora per frame, renderli verosimili nell'azione dalle due alle quattro ore sempre per frame, e realizzare la scena del T-rex sotto la pioggia ha significato lavorare oltre sei ore per fotogramma. Spielberg monitorò i progressi dalla Polonia. Il compositore John Williams iniziò a lavorare alla colonna sonora alla fine di febbraio, facendola condurre il mese successivo da John Neufeld e Alexander Courage. I responsabili del suono, supervisionati da George Lucas, finirono di lavorare ad aprile. Jurassic Park venne completato il 28 maggio 1993.

### Effetti speciali

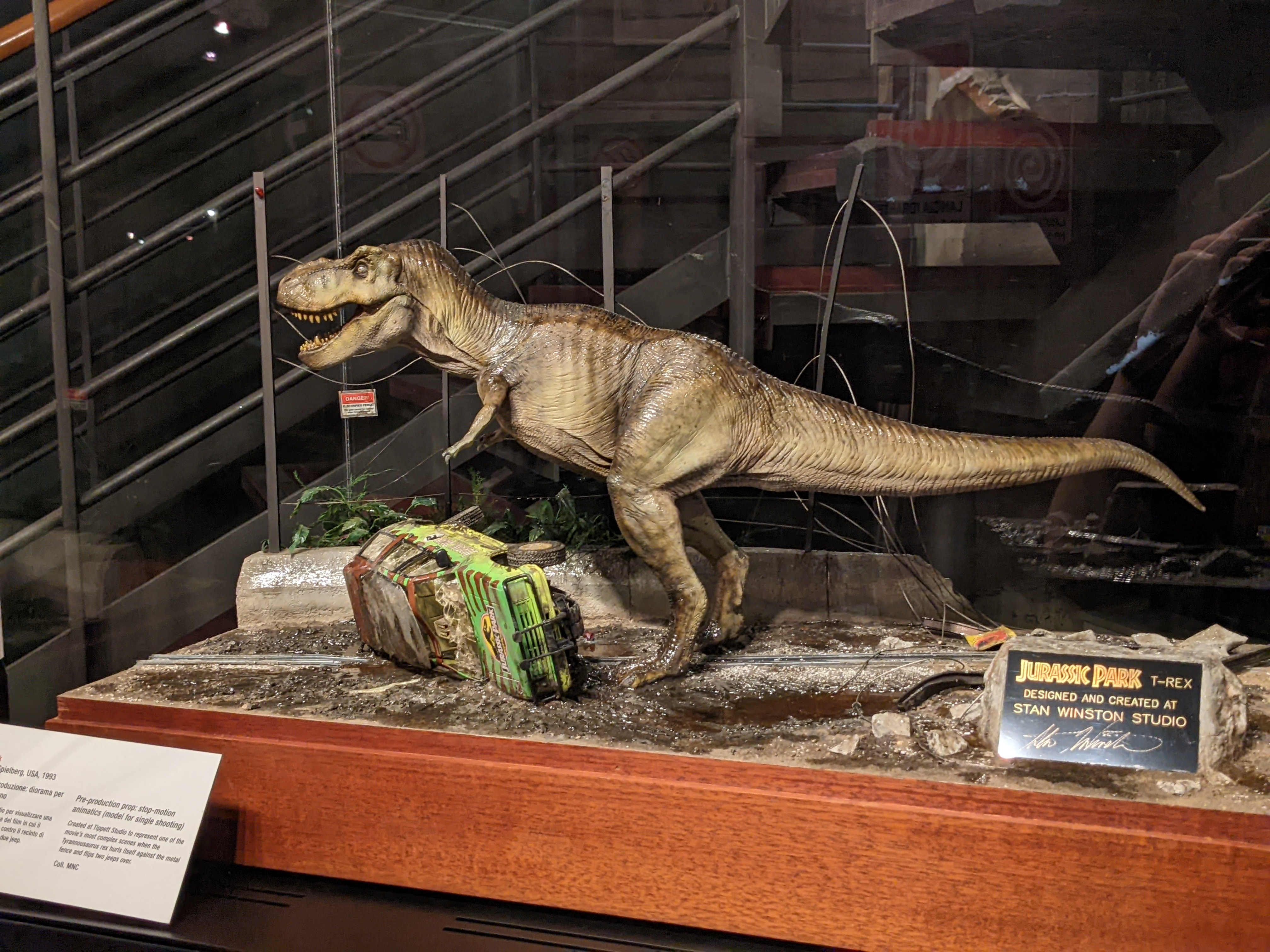
Oggetto di preproduzione: diorama per riprese a passo uno costruito al Tippett Studio per visualizzare una delle scene più complesse del film in cui il Tyrannosaurus rex si scaglia contro il recinto di rete metallica e fa ribaltare due jeep, esposto al Museo nazionale del cinema di Torino

Il film ha dimostrato le potenzialità dell'animazione in grafica computerizzata, ancora poco sfruttate all'epoca: quasi tutti i dinosauri sono stati generati al computer e le sequenze animate digitalmente superavano per numero quelle del film di fantascienza Terminator 2 - Il giorno del giudizio. Inizialmente Spielberg intendeva ricorrere all'animazione a passo uno, Phil Tippett lavorò su questa tecnica nelle scene dove appare per la prima volta il tirannosauro e dei velociraptor nella cucina, ma Spielberg non era pienamente soddisfatto; quando i tecnici della Industrial Light & Magic gli mostrarono un paio di animazioni di prova restò sbalordito e optò per questa opzione. Tippett rimase comunque nello staff come supervisore delle animazioni.

### Post-produzione
Il montaggio e la post-produzione del film sono stati realizzati sotto la supervisione di George Lucas, grande amico di Spielberg, mentre quest'ultimo si trovava in Polonia sul set del film Schindler's List - La lista di Schindler.

### Scene eliminate
Molte scene girate non hanno visto la loro inclusione nella versione finale della pellicola. Una scena che non è stata girata, ma che ha ricevuto particolare considerazione durante la pre-produzione è la scena del fiume, tratto dal romanzo di Crichton. In una prima stesura della sceneggiatura scritta dall'autore stesso era inclusa tale scena. Furono preparati concept art (il più famoso quello di Tom Cranham) e addirittura uno storyboard che ripercorreva l'intera sequenza del libro (esclusa la presenza del giovane T. rex). A seguire la scena verrà accantonata per una serie di motivi:
- la scena non convinceva lo sceneggiatore David Koepp;[44]
- la produzione voleva risparmiare sul budget;[45]
- l'animatrone del tirannosauro non poteva sopportare scene con l'acqua.[45]

L'idea verrà ripresa per l'attacco dello Spinosauro alla barca in Jurassic Park III (2001).

### Creature protagoniste
Le specie di dinosauri che appaiono fisicamente nel film sono: Brachiosaurus, Dilophosaurus, Gallimimus, Parasaurolophus, Triceratops, Tyrannosaurus (Rexy) e Velociraptor. Oltre alle specie in carne e ossa, nel film vengono mostrati due scheletri da esposizione di un Alamosaurus e di un Tyrannosaurus in una posa di lotta, mentre nella scena in cui Dennis Nedry ruba gli embrioni appaiono, oltre ai nomi di dinosauri che appaiono fisicamente nel film (come Gallimimus, Tyrannosaurus e Velociraptor), appaiono anche i nomi di alcune specie non mostrate nel corso della pellicola, come Proceratosaurus, Metriacanthosaurus e Stegosaurus (erroneamente scritto Stegasaurus). Malgrado il titolo faccia riferimento al Giurassico, le uniche specie della pellicola che vissero effettivamente in tale periodo furono il Brachiosaurus e Dilophosaurus, mentre le restanti non esistettero fino al Cretaceo; ciò viene riconosciuto nel film nella scena in cui Grant descrive la ferocia dei Velociraptor, durante la quale dice ad un ragazzino di provare ad immaginarsi nel periodo Cretaceo.

I dinosauri vennero riprodotti in base alle conoscenze dell'epoca in cui il film fu girato e pertanto molte ricostruzioni oggi non sono più attendibili, presentando imperfezioni anatomiche ed errori paleontologici.

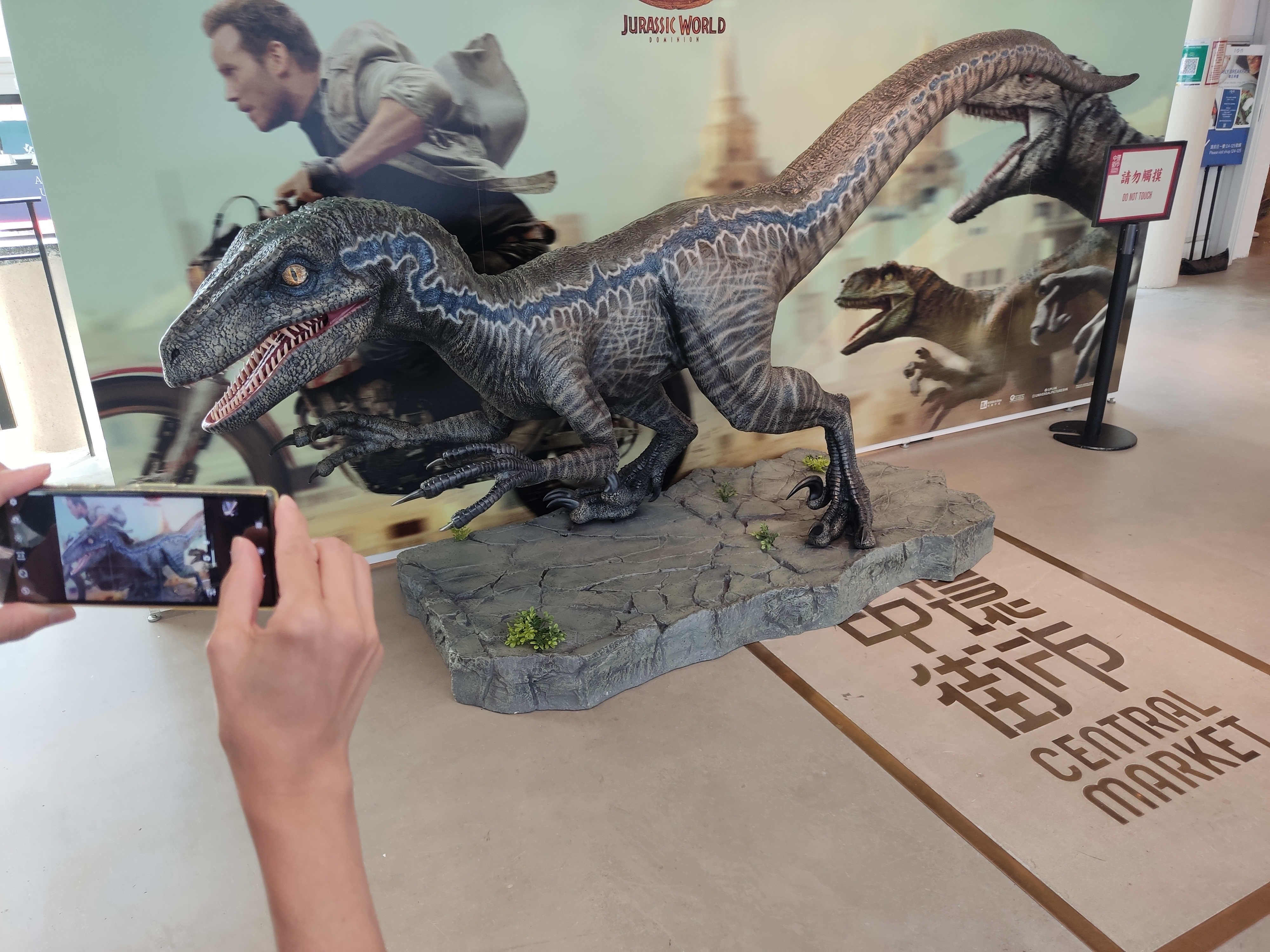
Statua promozionale raffigurante il Velociraptor Blue dal film Jurassic World - Il dominio (2022). A differenza dei film del franchise, dove sono raffigurati come grosse lucertole, i Velociraptor erano alti mezzo metro, coperti di piumaggio e incapaci di pronare gli arti anteriori. Le creature del film e del libro originale furono in realtà modellate sul Deinonychus

I Velociraptor del romanzo e del film sono in realtà modellati sul Deinonychus antirrhopus, specie somigliante sia fisicamente che come comportamento al Velociraptor ma con dimensioni assai maggiori: il Velociraptor raggiungeva solo mezzo metro, mentre il Deinonychus più di un metro; i Raptor del film sono tuttavia più grandi anche del Deinonychus. Sono anche ritratti privi di piumaggio e con gli arti anteriori pronati, nonostante i numerosi ritrovamenti avvenuti nel tempo abbiano dimostrato che molti dinosauri teropodi presentassero un corpo piumato e fossero incapaci di pronare gli arti. Scrivendo il suo romanzo, Crichton decise di usare il nome Velociraptor al posto di Deinonychus in quanto più "accattivante" e "drammatico"; secondo lo scopritore del Deinonychus, John Ostrom, Crichton affermò che i Velociraptor del romanzo erano basati sul Deinonychus in quasi ogni dettaglio, avendone solo cambiato il nome. I Raptor di Jurassic Park sono inoltre molto simili al grande dromaeosauride Utahraptor, nonostante la produzione del film fosse iniziata prima che la scoperta di tale dinosauro fosse resa pubblica; Jody Duncan scrisse ironicamente sulla scoperta: "Dopo aver progettato e costruito il Raptor [per il film], venne scoperto uno scheletro di Raptor nello Utah, che hanno definito "super-squartatore". Avevano scoperto il più grande Velociraptor conosciuto - e misurava un metro e mezzo di altezza, proprio come il nostro. Quindi noi l'abbiamo progettato e costruito, e poi lo hanno scoperto."
Anche il Dilophosaurus è notevolmente diverso: viene raffigurato con la capacità di sputare veleno e possiede un collare di pelle retrattile intorno al collo (molto simile a quello del clamidosauro). Nonostante il grande successo che ebbe questa ricostruzione, non ci sono prove che sostengano la presenza di un collare di pelle o di uno sputo velenoso; quest'ultimo è stato riconosciuto da Crichton come licenza creativa. Nel film inoltre le sue dimensioni sono state ridotte (0,91 metri di altezza e 1,5 metri di lunghezza) al fine di evitare possibili confusioni con il Velociraptor del film.
Nel film viene mostrato il Tyrannosaurus rex inseguire una jeep, e viene affermato da Hammond che poteva correre alla velocità di 50 chilometri all'ora; in realtà, gli scienziati ritengono che la sua velocità massima effettiva fosse compresa tra i 19 e 40 chilometri all'ora. Nel romanzo e nel film si afferma anche che il T. rex avesse una visione basata sul movimento, rendendolo pertanto incapace di vedere ciò che non si muovesse; studi successivi hanno tuttavia dimostrato che il dinosauro possedeva in realtà una visione binoculare, come quella di un uccello rapace. Il T. rex della pellicola inoltre emette forti ruggiti (creati combinando i versi di vari animali, tra cui quelli di un piccolo di elefante, una tigre e un alligatore), ma alcuni scienziati hanno suggerito che probabilmente emetteva suoni a bassa frequenza e vocalizzi a bocca chiusa, tipici dei coccodrilli e degli uccelli di grossa taglia.
Il Brachiosaurus è il primo dinosauro che i visitatori del parco incontrano. L'aspetto dell'animale è basato sui più abbondanti resti fossili di Giraffatitan, precedentemente considerato una specie africana del Brachiosaurus e poi considerato un genere a se stante. Viene raffigurato in modo inaccurato mentre mastica del cibo e si alza sulle zampe posteriori per raggiungere i rami altri di un albero. Secondo Andy Schoneberg, artista dell'animatronic, è stata mostrata questo tipo di masticazione per far sembrare l'animale docile, simile a una mucca che rumina. La testa e la parte superiore del collo del dinosauro erano il più grande pupazzo senza idraulica costruito per il film. Nonostante le prove scientifiche delle loro capacità vocali siano limitate, il sound designer Gary Rydstrom ha deciso di rappresentare i loro suoni con il canto delle balene e il richiamo di asini per dare un senso melodico di meraviglia. Sono state utilizzate anche registrazioni di pinguini per essere utilizzati nei rumori dei dinosauri.
Un gruppo di Parasaurolophus appaiono brevemente sullo sfondo durante il primo incontro con il brachiosauro, appare anche su un murales del parco.
I film successivi del franchise hanno mantenuto l'aspetto dei dinosauri del primo film, in modo da mantenerne la coerenza, ignorando quasi totalmente le moderne conoscenze su di essi. In Jurassic World (2015) la differenza sull'aspetto dei dinosauri viene spiegata dal Dott. Henry Wu, il quale ribadisce a Masrani che fin dagli eventi del primo film i buchi del genoma dei dinosauri sono sempre stati riempiti con quello di altri animali.

## Colonna sonora

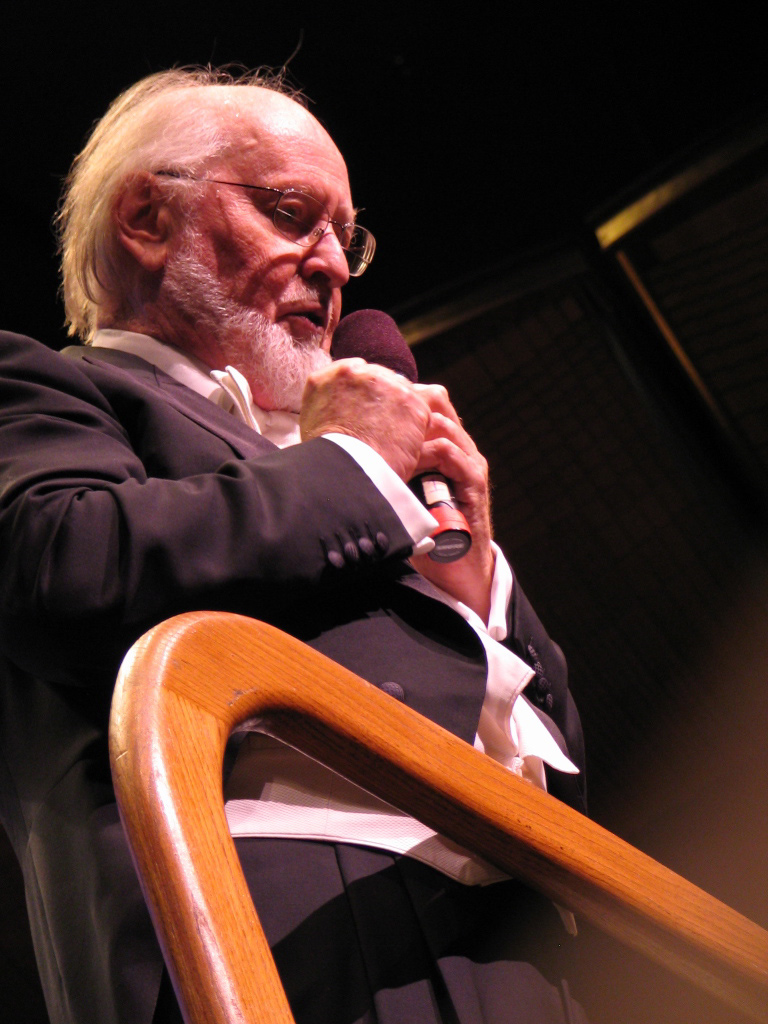
Il compositore John Williams

La colonna sonora di Jurassic Park è firmata dal compositore John Williams, autore nello stesso anno della colonna sonora del film Schindler's List di Steven Spielberg. John Williams iniziò a lavorarci alla fine di febbraio dello stesso anno, e la registrò insieme a John Neufeld ed Alexander Courage, i quali provvidero alle orchestrazioni delle tracce. Come in uno dei più famosi film di Spielberg,  Incontri ravvicinati del terzo tipo del 1977, Williams sentiva il bisogno di scrivere dei pezzi che dessero un senso di stupore e fascino, ricreando la felicità e l'eccitazione emerse dal vedere dinosauri dal vivo. Al contrario, le scene che coinvolgono la comparsa del Tyrannosaurus rex dovevano presentare una musica più spaventosa che trasmettesse un alto livello di suspense. La colonna sonora del film, intitolata Jurassic Park, venne pubblicata il 23 maggio 1993. Il 9 aprile 2013, in occasione del 20º anniversario dall'uscita del film, essa venne rimessa in commercio per il download digitale, con incluse quattro tracce bonus scelte personalmente da Williams.

## Promozione
(Tagline del film)
La Universal ha sfruttato il lungo periodo di pre-produzione per pianificare con cura la campagna di marketing di Jurassic Park. Con un costo complessivo di 65 milioni di dollari, la campagna includeva accordi con 100 aziende per promuovere oltre 1.000 prodotti. Tra questi figuravano tre videogiochi sviluppati da Sega e Ocean Software; una linea di giocattoli prodotta da Kenner e distribuita da Hasbro; i "pasti a misura di dinosauro" offerti da McDonald's; e un adattamento del romanzo pensato per i più piccoli.

## Distribuzione
Il film fu mostrato in anteprima nel National Building Museum, a Washington, il 9 giugno 1993. Due giorni dopo fu distribuito nei cinema americani su 3.400 schermi. Il film è uscito nei cinema italiani il 17 settembre 1993.

### Edizione italiana
L'edizione italiana del film è stata curata dalla United International Pictures e con la supervsione dei dialoghi italiani curata da Alberto Piferi. Il doppiaggio italiano, diretto da Manlio De Angelis, fu eseguito presso gli studi della International Recording con le voci della C.D.C.

### Versione 3D
Nel 2013, in occasione del ventesimo anniversario dalla sua uscita, Jurassic Park è tornato nei cinema statunitensi in versione 3D rimasterizzata digitalmente ed esclusivamente con una distribuzione digitale. Negli Stati Uniti è uscito ad aprile.

### Edizioni home video
Il film è stato reso disponibile in numerosi formati in italia, tra cui:
- VHS (all'epoca di uscita del film nel 1993);
- laser disc (Singolo disco, doppio lato)
- DVD (versione singola e in cofanetto contenente anche gli altri due capitoli della saga più un disco con i contenuti speciali, per un totale di 4 DVD);
- in Blu-ray a partire dal 2011 (anche in questo caso, sia in versione singola sia nel cofanetto). In occasione di questa edizione, chiamata Jurassic Park Ultimate Trilogy, la Universal ha rimasterizzato l'intera trilogia in alta definizione introducendo l'audio originale in inglese con traccia audio a sette canali, in particolare in DTS HD master audio 7.1. L'edizione italiana ha mantenuto lo stesso audio della versione in DVD, il 5.1 DTS surround.
- 4K (2018);

Il film venne girato utilizzando una cinepresa Panavision Panaflex Platinum su una pellicola di 35mm, ed è stato recentemente scansionato su un DI in 4K, con l'ovvio avvertimento che gli effetti saranno sempre limitati, e non migliorati o in qualche modo cambiati, se non dal punto di vista della definizione. Il disco presenta un'immagine nativa con risoluzione 3840 x 2160p nel formato widescreen 1.85:1 e utilizza una profondità video a 10 bit, un gamma di colori più ampia (WCG). L'alta gamma Dinamicaed è codificata utilizzando il codec HEVC (H.265) per HDR10.

## Accoglienza

### Incassi
Jurassic Park divenne il film con maggiore incasso nella storia del cinema. Il film debuttò al primo posto del botteghino nordamericano con un incasso di 50 milioni di dollari nel weekend di apertura, superando il record stabilito l'anno precedente da Batman - Il ritorno (1992). Durante la prima settimana nei cinema, il film guadagnò 81 milioni di dollari, e rimase in vetta al botteghino per tre settimane. Alla fine segnò un guadagno totale di 920 milioni di dollari, il maggiore dell'anno. Jurassic Park scalzò la precedente pellicola di Spielberg E.T. l'extra-terrestre (1982) come maggiore incasso della storia del cinema. Il primato di Jurassic Park verrà superato quattro anni più tardi da Titanic (1997) di James Cameron, il primo film a oltrepassare il miliardo di dollari d'incasso.
Con l'uscita al cinema nel 2013 della versione in 3D, il film ha raggiunto l'incasso mondiale complessivo di 1029153882 $, classificandosi come terzo film di fantascienza tratto da un romanzo con l'incasso più elevato. Successive riedizioni del film hanno portato il box office complessivo a 1104379926 $, 39º film con maggiore incasso nella storia del cinema.

### Critica
Il film fu accolto ottimamente dalla critica. Sull'aggregatore di recensioni Rotten Tomatoes ha un indice di gradimento del 91% basato su 141 recensioni, con un voto medio di 8,5 su 10. Il consenso critico del sito recita: "Jurassic Park è uno spettacolo di effetti speciali e animatroni realistici, con alcune delle migliori sequenze di Spielberg di soggezione prolungata e puro terrore dai tempi de Lo squalo". Su Metacritic ottiene un punteggio di 68 su 100 basato su 20 recensioni, indicando "pareri generalmente favorevoli".
La pellicola ricevette particolari elogi per i suoi innovativi effetti speciali. Janet Maslin del The New York Times la definì "una vera e propria pietra miliare del cinema, contenente immagini stupefacenti e inquietanti mai viste prima sullo schermo". Peter Travers di Rolling Stone elogiò il film come "intrattenimento colossale: da far schizzare gli occhi dalle orbite, sconvolgente, la corsa nel brivido scacciapensieri dell'estate e probabilmente dell'anno". Roger Ebert espresse un giudizio meno positivo: "Il film offre fin troppo bene la sua promessa di mostrarci dinosauri. Li vediamo presto e spesso, e sono davvero un trionfo di effetti speciali artistici, ma al film mancano altre qualità di cui ha bisogno ancora di più, come un senso di stupore e meraviglia, e forti valori della vicenda umana".
Henry Sheehan di Sight & Sound ha sostenuto: "Le lamentele sulla mancanza di storia e di personaggi di Jurassic Park suonano un po' fuori luogo", sottolineando l'arco narrativo di Grant che impara a proteggere i nipoti di Hammond nonostante la sua iniziale antipatia per loro. La rivista Empire ha assegnato al film cinque stelle, definendolo "semplicemente uno dei più grandi successi di tutti i tempi".

## Riconoscimenti
- 1994 - Premio Oscar
  - Miglior sonoro a Ron Judkins, Gary Summers, Gary Rydstrom e Shawn Murphy
  - Miglior montaggio sonoro a Gary Rydstrom e Richard Hymns
  - Migliori effetti speciali a Dennis Muren, Stan Winston, Phil Tippett e Michael Lantieri
- 1994 - Premio BAFTA
  - Migliori effetti speciali a Dennis Muren, Stan Winston, Phil Tippett e Michael Lantieri
  - Candidatura per il miglior sonoro a Richard Hymns, Ron Judkins, Gary Summers, Gary Rydstrom e Shawn Murphy
- 1994 - Saturn Award
  - Miglior film di fantascienza
  - Migliore regia a Steven Spielberg
  - Migliore sceneggiatura a Michael Crichton e David Koepp
  - Migliori effetti speciali a Dennis Muren, Stan Winston, Phil Tippett e Michael Lantieri
  - Candidatura alla miglior collezione DVD (2012)
  - Candidatura alla miglior attrice protagonista a Laura Dern
  - Candidatura al miglior attore non protagonista a Jeff Goldblum
  - Candidatura al miglior attore non protagonista a Wayne Knight
  - Candidatura al miglior attore emergente a Joseph Mazzello
  - Candidatura alla miglior attrice emergente a Ariana Richards
  - Candidatura ai migliori costumi a Sue Moore e Eric H. Sandberg
  - Candidatura alla miglior colonna sonora a John Williams
- 1994 - MTV Movie Award
  - Candidatura al miglior film
  - Candidatura al miglior cattivo (Rexy)
  - Candidatura al miglior sequenza d'azione (L'attacco del T-Rex alla jeep)
- 1994 - Motion Picture Sound Editors
  - Miglior montaggio sonoro
- 1994 - Awards of the Japanese Academy
  - Miglior film straniero
- 1994 - BMI Film & TV Award
  - Miglior colonna sonora a John Williams
- 1993 - Premio Bambi
  - Bambi Award a Ariana Richards e Joseph Mazzello (Per le loro performance)
- 1994 - Blue Ribbon Award
  - Miglior film straniero a Steven Spielberg
- 1994 - Cinema Audio Society
  - Candidatura al miglior sonoro a Richard Hymns, Ron Judkins, Gary Summers, Gary Rydstrom e Shawn Murphy
- 1993 - Golden Screen
  - Golden Screen Award
- 1994 - Grammy Award
  - Candidatura alla miglior colonna sonora a John Williams
- 1994 - Bram Stoker Award
  - Candidatura alla miglior sceneggiatura a Michael Crichton e David Koepp
- 1994 - Czech Lions
  - Miglior film straniero a Steven Spielberg
- 1994 - Premio Hugo
  - Miglior rappresentazione drammatica a Steven Spielberg, Michael Crichton e David Koepp
- 1994 - Mainichi Film Concours
  - Miglior film straniero a Steven Spielberg
- 1994 - People's Choice Award
  - Film preferito
- 1994 - Young Artist Award
  - Miglior film d'avventura per la famiglia
  - Miglior attrice giovane protagonista a Ariana Richards
  - Miglior attore giovane non protagonista a Joseph Mazzello
- 1994 - Kids' Choice Award
  - Film preferito

Nel 2018 è stato scelto per la conservazione nel National Film Registry della Biblioteca del Congresso degli Stati Uniti

## Altri media

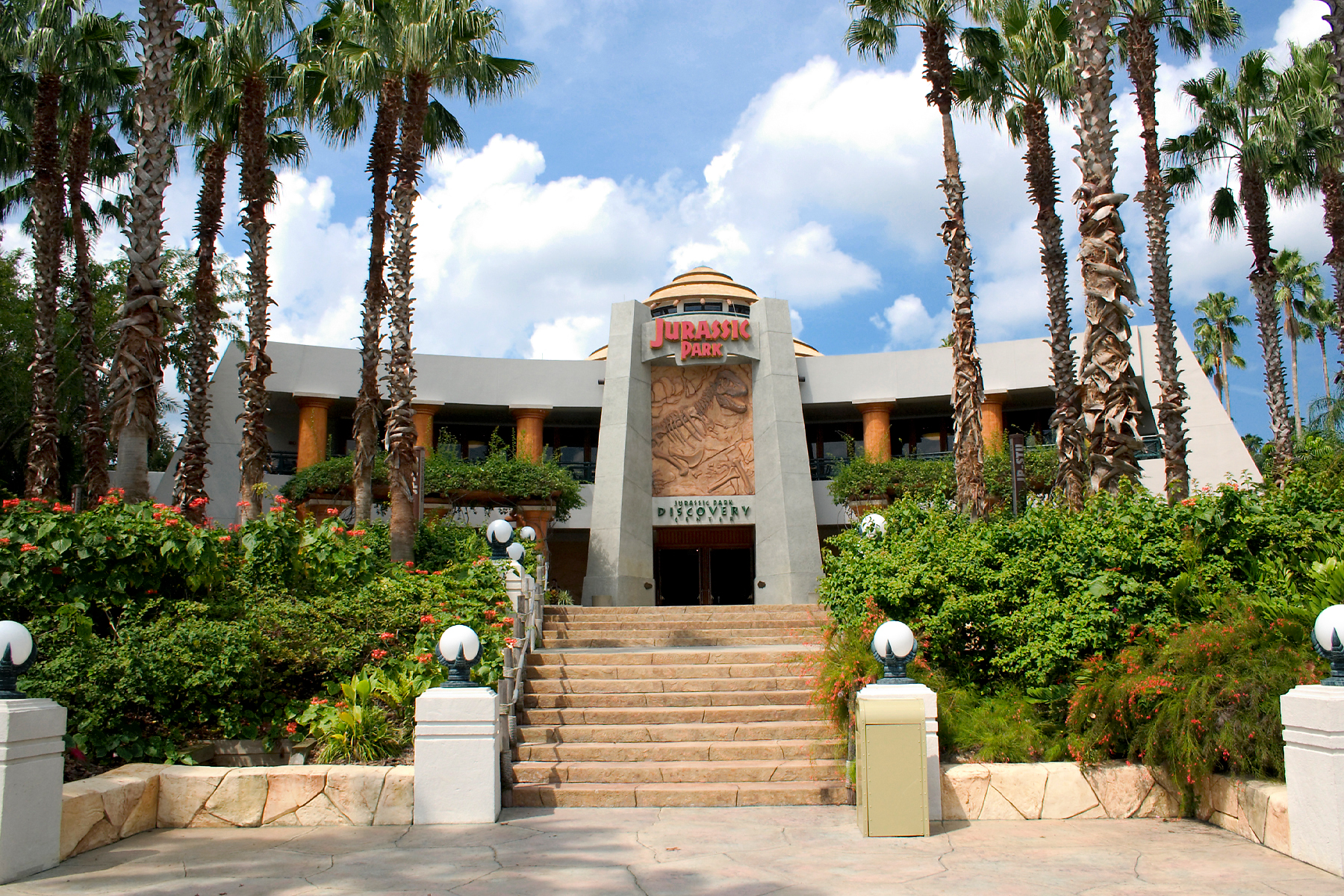
Il Jurassic Park Discovery Center allo Universal's Islands of Adventure

Nel corso degli anni vennero creati dei videogiochi, giocattoli e fumetti basati su Jurassic Park, e successivamente altrettanto accadde con i sequel.
Nel 1993 la Ocean Software distribuì un videogioco omonimo, basato sulla pellicola destinato a diverse console dell'epoca. BlueSky Software nello stesso periodo distribuì un gioco per Mega Drive basato anch'esso sul film.
A partire dal 1993 sono state pubblicate cinque miniserie a fumetti ispirate a Jurassic Park, edite dalla Topps Comics. Le avventure sono state narrate dal personaggio di Alan Grant alle prese con dinosauri clonati.
Nel 1997, durante la distribuzione in VHS del sequel della pellicola, la DreamWorks Interactive ha sviluppato il gioco sparatutto Trespasser, ambientato un anno dopo gli eventi di tale film e con protagonista Anne, superstite di un incidente aereo dispersa su Isla Nublar e quindi costretta a vedersela con i dinosauri abitanti. Nel 1999 è uscito invece il videogioco di lotta Warpath: Jurassic Park, che prevede scontri tra diverse specie di dinosauri nelle più svariate arene ispirate alle ambientazioni dei film.
Nel 2003 è uscito Jurassic Park: Operation Genesis, gioco gestionale e strategico in tempo reale in cui si deve costruire un parco e controllarne la sicurezza facendo attenzione all'incolumità sia dei visitatori che dei dinosauri.
Jurassic Park è stato anche inserito come minigioco in Universal Studios Theme Parks Adventure, basandosi sull'attrazione realmente esistente nei parchi tematici degli Universal Studios.
Jurassic Park: The Game è un'avventura grafica del 2011 prodotta dalla Telltale Games, ambientata durante e dopo la fine del film, in cui il giocatore impersona il personaggio del dottor Jerry Harding.

## Influenza culturale
Subito dopo l'uscita del film, iniziò una vera e propria "dinomania" che riportò in auge questi animali estinti nella loro nuova immagine di animali intelligenti e scattanti (proposta da John Ostrom, Robert Bakker e lo stesso Horner).
Subito dopo l'uscita della pellicola (e anche del suo seguito, Il mondo perduto - Jurassic Park del 1997), molti registi e produttori, intuendo l'influenza che i dinosauri avevano sul pubblico, produssero in fretta e furia risibili B movies in cui i dinosauri comparivano come comprimari o anche solo brevemente. Tra essi è possibile ricordare Carnosaur - La distruzione, (di Adam Simon, 1993), uno dei più conosciuti "cloni" di Jurassic Park, che per uscire prima di quest'ultimo fu addirittura girato in una sola settimana. Furono girati anche Carnosaur 2 e Carnosaur 3: Primal Species, mentre è francese il film Dinosaur From the Deep (di Norbert Moutier, uno pseudonimo, del 1993), film semi-amatoriale, in cui i "dinosauri" non sono nulla più che modellini di plastilina e cartapesta. Nel filone si collocano anche Dinosaur Island di Fred Olen Ray e Jim Wynorski del 1994, Dinosaur Valley Girls di Donald F. Glut del 1996, Future War di Anthony Doublin del 1997 e The Lost World di Bob Keen. Una parodia italiana fu realizzata da Jerry Calà: Chicken Park.

## Sequel
Jurassic Park divenne il capostipite di un intero grande franchise, ancora oggi in produzione. Il successo spinse fin da subito molti fan a chiedere la produzione di un sequel a Spielberg, il quale però si ritrovò in difficoltà; chiese quindi a Crichton se potesse scrivere un sequel del romanzo in modo tale da ottenere alcune idee. Quest'ultimo pubblicò nel 1995 Il mondo perduto, a cui seguì due anni dopo l'adattamento cinematografico da parte di Spielberg con il titolo Il mondo perduto - Jurassic Park. Un ulteriore sequel, diretto stavolta da Joe Johnston, uscì nel 2001 con il titolo di Jurassic Park III.
La produzione di un quarto capitolo rimase in development hell per oltre un decennio, a causa delle difficoltà nella stesura della sceneggiatura e al risultato deludente, di critica e incassi, del film precedente. Venne infine annunciato che il film sarebbe stato realizzato come il primo capitolo di una nuova trilogia: Jurassic World, diretto da Colin Trevorrow, uscì nel 2015, ottenendo incassi superiori a quelli di Jurassic Park. Seguirono Jurassic World - Il regno distrutto (2018) e Jurassic World - Il dominio (2022), il primo diretto da Juan Antonio Bayona e l'ultimo di nuovo da Colin Trevorrow. I primi due capitoli della nuova trilogia registrarono un ottimo successo al botteghino: si trovano infatti al 9º e 22º posto nella lista dei film con maggiori incassi nella storia del cinema. Venne realizzata anche una serie animata spin-off su Jurassic World intitolata Jurassic World - Nuove avventure, pubblicata su Netflix, che segue le avventure di sei ragazzi che rimangono intrappolati su Isla Nublar dopo l’incidente del parco e dovranno in tutti i modi riuscire a ritornare a casa dai loro genitori.